# 転嫁
| ウィキペディアには「転嫁」という見出しの百科事典記事はありません（タイトルに「転嫁」を含むページの一覧/「転嫁」で始まるページの一覧）。 代わりにウィクショナリーのページ「転嫁」が役に立つかもしれません。 |